# 伊贾斯拉夫二世·姆斯季斯拉维奇
伊贾斯拉夫二世·姆斯季斯拉维奇（约1097年—1154年）古罗斯王公。他曾任库尔斯克王公（1125年－1129年）、波洛茨克王公（1129年－1132年）、佩列亚斯拉夫王公（1132年，1142年－1146年）、图罗夫王公（1132年－1134年）和弗拉基米尔-沃伦斯基王公（1135年－1141年，1149年－1151年），并三度成为基辅大公（1146年－1149年，1150年，1151年－1154年）。

## 事迹
伊贾斯拉夫·姆斯季斯拉维奇是诺夫哥罗德王公兼基辅大公姆斯季斯拉夫·弗拉基米罗维奇的长子，母亲是瑞典公主克里斯蒂娜。他的教名为潘捷列伊蒙（Пантелеймо́н）。他在早年先后获得库尔斯克、波洛茨克、佩列亚斯拉夫和图罗夫等作为封地。
从1140年代开始，罗斯各王公围绕基辅大公的公位展开了激烈内讧。参与竞争的主要是两个王公集团：奥利戈维奇家族和姆斯季斯拉维奇家族，二者都是智者雅罗斯拉夫大公的直系后代。奥利戈维奇家族成员弗谢沃洛德二世·奥利戈维奇在担任大公时横征暴敛并听任宠臣胡作非为，导致基辅市民的普遍不满。1146年弗谢沃洛德死后，基辅市民立即发动叛乱反对其弟伊戈尔二世·奥利戈维奇，并派遣使者前往伊贾斯拉夫·姆斯季斯拉维奇（当时在佩列亚斯拉夫）处请求帮助。伊贾斯拉夫·姆斯季斯拉维奇遂率军前往基辅，推翻了伊戈尔·奥利戈维奇，于当年登上基辅大公公位。伊戈尔·奥利戈维奇被伊贾斯拉夫关进修道院，后于1147年被伊贾斯拉夫差遣的暴徒杀害。
伊贾斯拉夫二世·姆斯季斯拉维奇的地位并不稳固。他受到北方王公尤其是苏兹达尔王公尤里·多尔戈鲁基的严重挑战。伊贾斯拉夫·姆斯季斯拉维奇在其弟斯摩棱斯克王公罗斯季斯拉夫·姆斯季斯拉维奇的支持下与尤里·多尔戈鲁基长年混战，双方互有胜负。伊贾斯拉夫·姆斯季斯拉维奇至少有两次被尤里·多尔戈鲁基赶出基辅。伊贾斯拉夫二世的姐夫匈牙利国王蓋薩二世也被卷入了这场冲突。为了控制教会以支持其竞争大公公位的活动，伊贾斯拉夫二世无视君士坦丁堡牧首的意见，于1147年任命扎鲁布修道院的修士克利门特·斯莫利亚季奇为基辅总主教。克利门特·斯莫利亚季奇是当时罗斯最有学问的人之一。
伊贾斯拉夫·姆斯季斯拉维奇的支持者彼得·鲍里索维奇编写过一部关于伊贾斯拉夫统治时期的编年史，该书现已失传，但有些片段在其他编年史中保存了下来。

## 家庭
伊贾斯拉夫·姆斯季斯拉维奇结过三次婚。他的第一个妻子身份不详，可能是个立陶宛人；第二个妻子是格鲁吉亚公主鲁苏丹（格鲁吉亚女王塔玛拉的姨母），没有生下任何子女；第三个妻子是名字不详的阿巴扎人王公之女，她生了5个孩子：
1. 姆斯季斯拉夫二世·伊贾斯拉维奇，佩列亚斯拉夫王公，基辅大公；
2. 亚罗波尔克·伊贾斯拉维奇，布日斯克王公；
3. 雅罗斯拉夫·伊贾斯拉维奇，卢茨克王公，基辅大公；
4. 叶夫多基娅；
5. 一个夭折的女儿。

## 资料来源
- 苏联历史百科全书·人物卷，1961~1973
- 往年记事（古罗斯编年史）